# المجموعة الفردانية C
المجموعة الفردانية C أو C-M130 أو السُّلالة C، هي مجموعة فردانية بشريَّة ذكوريَّة. وهو أحد الفرعين الرئيسيين المُنحدر من السُّلالة CF إلى جانب السُّلالة F. تم العثور على المجموعة الفردانية C بين التجمعات السكانية القديمة في كل قارة باستثناء إفريقيا وهي المجموعة الفردانية السائدة بين الذكور الذين ينتمون إلى العديد من الشعوب الأصلية في شرق آسيا وآسيا الوسطى وسيبيريا وأمريكا الشمالية وأستراليا بالإضافة إلى بعض المجموعات السكانية في أوروبا، وبلاد الشام، ثم شعب الجوبون في اليابان.
تم العثور على السُّلالة C أيضًا بتردد معتدل إلى منخفض بين العديد من السكان الحاليين في جنوب شرق آسيا وجنوب آسيا وجنوب غرب آسيا.
بالإضافة إلى المجموعة شبه الأساسية C، تحتوي هذه المجموعة الفردانية الآن على فرعين رئيسيين انبثقا منها: C1 (F3393/Z1426؛ سابقًا CxC3، أي C1 القديم، C2 القديم، C4 القديم، C5 القديم، C6 القديم) و C2 (M217؛ C3 السابق ).

## الأصول

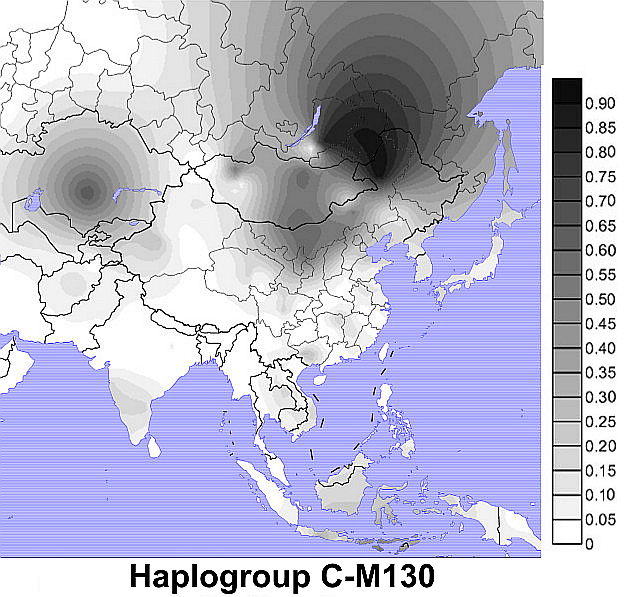
توزيع التردد المكاني المتوقع للسُّلالة C في شرق آسيا.

من المحتمل أن السُّلالة C نشأت من هجرة الإنسان الحديث من أفريقيا، والتي انتشرت شرقًا من جنوب غرب آسيا واستعمرت تدريجيًا جنوب آسيا وشرق آسيا وأوقيانوسيا. ينقسم البحث حول كيفية حدوث هذه الهجرة؛ تدعم معظم الدراسات الطريق الشمالي عبر سيبيريا بينما تدعم دراسات أخرى فرضية الطريق الجنوبي، حيث هاجر حاملو المجموعة الفردانية C على طول سواحل الهند وجنوب شرق آسيا للوصول إلى الصين.

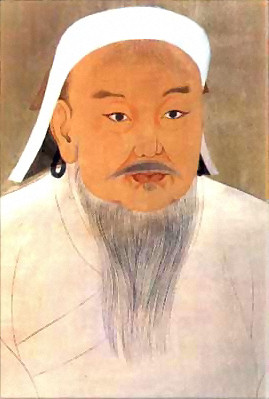
رسمٌ يُظهر جنكيز خان، الإمبراطور المغولي الذي قاد حملات عديدة وأسس ثاني أكبر إمبراطورية في التاريخ، ينتمي إلى السُّلالة C3.

تصل السُّلالة C إلى أعلى تردداتها بين السكان الأصليين في كازاخستان ومنغوليا والشرق الأقصى الروسي وبولينيزيا ومجموعات معينة من أستراليا، وبتردد معتدل في كوريا وشعب المانشو. ولذلك فمن المفترض أن المجموعة الفردانية C-M130 إما نشأت أو مرت بأطول فترة من التطور في منطقة آسيا الوسطى الكبرى أو في مناطق جنوب شرق آسيا. ويقترح أن توسعها في شرق آسيا قد بدأ منذ حوالي 40 ألف سنة.
وفقًا للباحث ساكيتاني وآخرين، نشأت المجموعة الفردانية C-M130 في آسيا الوسطى وانتشرت من هناك إلى أجزاء أخرى من أوراسيا وإلى أجزاء من أستراليا. يُقترح أنه تم العثور على C-M130 في الصيادين وجامعي الثمار في شرق أوراسيا وكذلك في العينات القديمة في شرق وجنوب شرق آسيا وأوروبا.

## أشخاص بارزون
ينتمي العديد من الأشخاص البارزين إلى السُّلالة C، وعُرف منهم:
- جنكيز خان، الإمبراطور المغولي الشَّهير، حيث تلقى أحد الأنماط الفردية المعينة ضمن المجموعة الفردانية C3 أو C-M217 قدرًا كبيرًا من الاهتمام لاحتمال أنه قد يمثل النسب الأبوي المباشر من الإمبراطور المغولي جنكيز خان. وقد أكدت ورقة بحثية منشورة عام 2017 - "المسار الجيني للهجرات المبكرة لأيسين جيورو، البيت الإمبراطوري لسلالة تشينغ" أن عشيرة آيشن جيورو تنتمي إلى السُّلالة C3b1a3a2-F8951، وهي فرع شقيق لـ C3*-Star العنقودية (تُسمى حاليًا باسم C3b1a3a1-F3796، وكانت مرتبطة سابقًا بجنكيز خان).[3][4]
- نورهس، إمبراطور صيني من سلالة سُلالة مينغ الحاكمة، حيث يُعتقد أنه ينتمي إلى السُّلالة C3 لانتمائه لعشيرة آيشن جيورو، ويُعتقد أنه ضمن تحور C3b2b1*-M401(xF5483).[4]

## روابط خارجية
- C3-M217 في شركة شجرة العائلة
- انتشار المجموعة الفردانية C، من ناشيونال جيوغرافيك